# توماس هولمزتروم
توماس هولمزتروم (بالسويدية: Tomas Holmström)‏ هو لاعب هوكي الجليد سويدي، ولد في 23 يناير 1973 في بيتيو في السويد.

## وصلات خارجية
- توماس هولمزتروم على موقع دوري الهوكي الوطني (الإنجليزية)
- توماس هولمزتروم على موقع قاعة مشاهير الهوكي (لاعب أن.إتش.أل) (الإنجليزية)
- توماس هولمزتروم على موقع EliteProspects.com (الإنجليزية)
- توماس هولمزتروم على موقع Eurohockey.com (الإنجليزية)
- توماس هولمزتروم على موقع HockeyDB.com (الإنجليزية)
- توماس هولمزتروم على موقع Hockey-Reference.com (الإنجليزية)
- توماس هولمزتروم على موقع أوليمبيديا (الإنجليزية)
- توماس هولمزتروم على موقع اللجنة الأولمبية السويدية (السويدية)